# Josef Schuster (Maler)

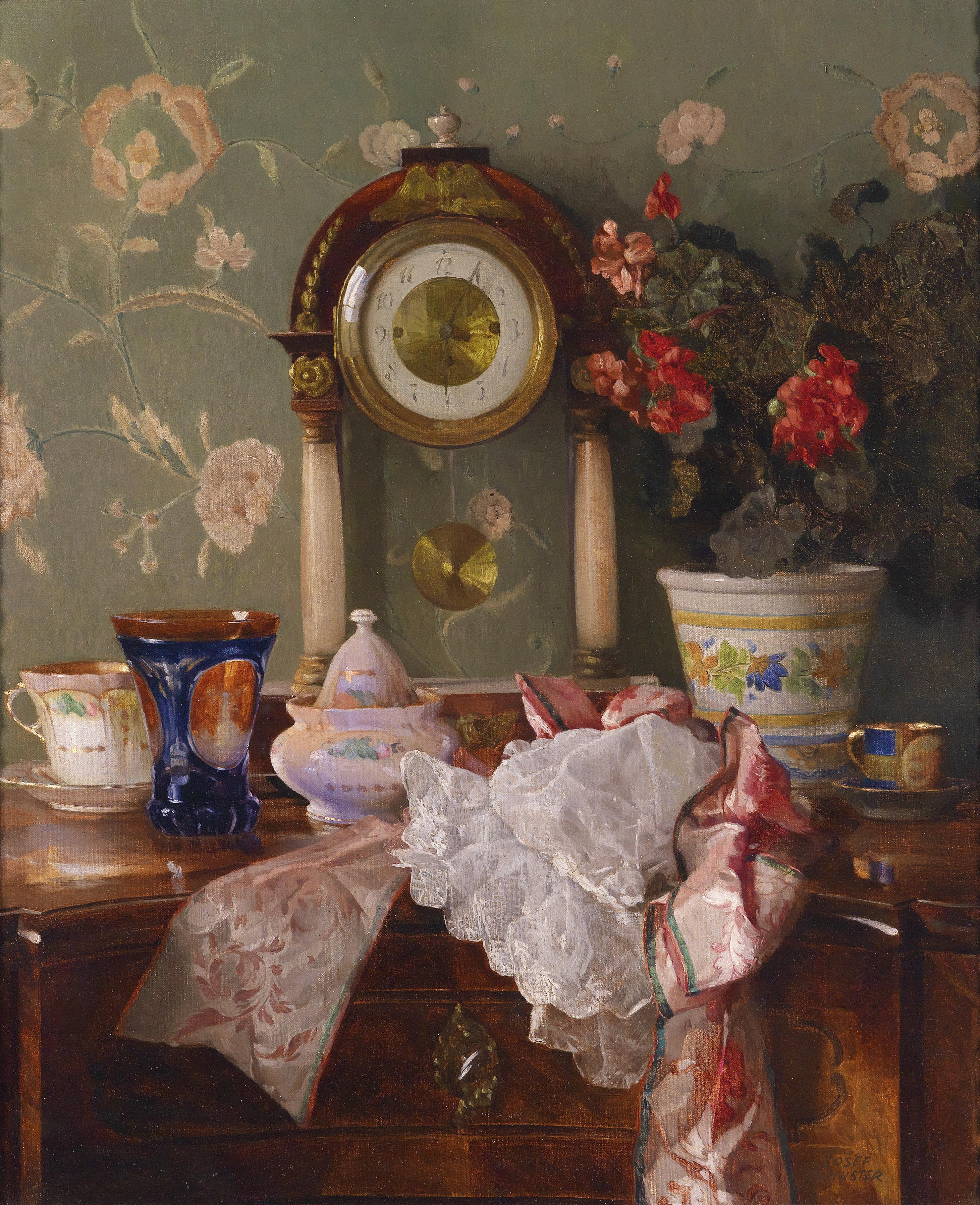
Antiquitätenstillleben mit Kaminuhr

Josef Schuster (* 26. Juli 1873 in Wien-Heiligenstadt; † 8. Februar 1945 in Wien) war ein österreichischer Maler.

## Leben
Er war der Sohn eines Eisenbahnbeamten und Malers und der Bruder des Malers Karl Maria Schuster. Josef Schuster studierte nach einem Jahr Privatunterricht von 1895 bis 1897 als Gast, danach bis 1904 als regulärer Student an der Akademie der bildenden Künste Wien bei Christian Griepenkerl und Kazimierz Pochwalski.
Als freischaffender Künstler beschäftigte sich Schuster hauptsächlich mit der Stilllebenmalerei im Stile alter Wiener Meister.
Während des Ersten Weltkriegs war er von 1915 bis 1918 Soldat. Schuster wurde 1933 Mitglied der Genossenschaft der bildenden Künstler Wiens (Künstlerhaus) und schloss sich darin der konservativen „Gruppe Gsur“ an.
Im Jahre 1945 fiel Schuster einem Luftangriff zum Opfer.

## Anerkennungen
- Während der Studien erhielt Schuster 1901 den Spezialschul-Preis und 1902 den Rosenbaum-Preis.